# Daniel Hendler
Daniel Hendler Schutz (Montevidéu, 3 de janeiro de 1976) é um ator, diretor, roteirista e produtor uruguaio. Ficou conhecido por estrelar o filme El abrazo partido, de 2004, pelo qual recebeu o Urso de Prata no Festival Internacional de Cinema de Berlim, e a novela Graduados, de 2012.

## Biografia
Daniel Hendler Schutz nasceu em 3 de janeiro de 1976 em Montevidéu. Proveniente de uma família judaica, seu pai era comerciante e sua mãe, entusiasta do teatro. Seus pais se divorciaram quando ele tinha cinco anos, razão pela qual celebrou dois Bar Mitzvah: um em Israel com sua mãe e outro em Uruguai com seu pai. Estudou na Escuela Integral uma instituição educacional judaica de Montevidéu, e praticava esportes no clube Hebraica y Macabi.

## Filmografia

### Televisão
| Ano       | Título                         | Personagem                         | Nota(s)     |
| --------- | ------------------------------ | ---------------------------------- | ----------- |
| 2001-2002 | Walter                         | Walter                             |             |
| 2003      | Mujeres en rojo                |                                    |             |
| 2004      | Epitafios                      | Gustavo Echeverria                 |             |
| 2005      | Sin código                     | Luciano "Lucho"                    |             |
| 2008      | Aquí no hay quien viva         | Román Bobadilla                    |             |
| 2008      | Mujeres asesinas               | David                              | 1 episódio  |
| 2010      | Para vestir santos             | Damián Ochoa                       |             |
| 2011      | Cuando me sonreís              | Adrián Meier                       |             |
| 2011      | Televisión x la inclusión      | Andrés                             | 2 episódios |
| 2012      | Graduados                      | Andrés Elías "Andy" Goddzer        |             |
| 2014      | Eléctrica                      | Ele mesmo                          |             |
| 2015      | Los 7 locos y los lanzallamas  | Santiago Fischbein "El comentador" |             |
| 2015      | Bs. As. bajo el cielo de Orión | Darío Ríos                         |             |
| 2015      | Según Roxi                     | Dr. Mariano Pezzola                |             |
| 2016      | Fundación Huésped: Al borde    | Martín                             |             |
| 2016      | Familia Pampa                  | Guanaco                            |             |
| 2017      | O hipnotizador                 | Faber                              |             |
| 2017      | La división                    | Alfredo                            |             |
| 2018      | Edha                           | Andrés Pereyra Ramos               |             |
| 2018      | Cien días para enamorarse      | Mariano Solís                      |             |
| 2019      | Pequeña Victoria               | Ernesto Salinas                    |             |
| 2020      | Manual de supervivencia        | Pablo                              |             |
| 2023      | División Palermo               | Miguel Rossi                       |             |

### Cinema
| Ano  | Título                           | Personagem             |
| ---- | -------------------------------- | ---------------------- |
| 1996 | Víctor y los elegidos            | Pete                   |
| 2000 | Esperando al Mesías              | Ariel Goldstein        |
| 2001 | 25 Watts                         | "Leche"                |
| 2001 | Todas las azafatas van al cielo  | Taxista                |
| 2001 | Sábado                           | Martín                 |
| 2001 | El ojo en la nuca                | Diego                  |
| 2002 | No sabe, no contesta             | David                  |
| 2003 | El fondo del mar                 | Ezequiel Toledo        |
| 2004 | El abrazo partido                | Ariel Makaroff         |
| 2004 | Whisky                           | Martín                 |
| 2005 | Reinas                           | Óscar                  |
| 2005 | Los suicidas                     | Daniel                 |
| 2006 | Cara de queso —mi primer ghetto— | Bercovich              |
| 2006 | Derecho de familia               | Ariel Perelman         |
| 2007 | Una novia errante                | Miguel                 |
| 2008 | La ronda                         | Pedro                  |
| 2008 | Historias extraordinarias        | Narrador               |
| 2008 | Los paranoicos                   | Luciano Gauna          |
| 2009 | Cabeça a prêmio                  | Dennis                 |
| 2011 | Fase 7                           | Martín "Coco"          |
| 2011 | Los Marziano                     | Francisco Peirú        |
| 2011 | Mi primera boda                  | Adrián                 |
| 2013 | Entre Vales                      | Carlos                 |
| 2013 | Vino para robar                  | Sebastián              |
| 2014 | Edifício Tatuapé Mahal           | Javier Juárez García   |
| 2015 | Mi amiga del parque              | Gustavo                |
| 2015 | Hijos nuestros                   | Padre                  |
| 2017 | El otro hermano                  | Javier Cetarti         |
| 2017 | Severina                         | Amigo 1 / Hombre cinta |
| 2018 | La obra secreta                  | Elio Montes            |
| 2018 | Uma noite não é nada             | Abril                  |
| 2018 | No tengas miedo                  |                        |
| 2019 | Los sonámbulos                   | Sergio                 |
| 2019 | Así habló el cambista            | Humberto Brause        |
| 2020 | El prófugo                       | Leopoldo               |
| 2022 | Virus 32                         | Luis                   |
| 2022 | Pequeña flor                     | José                   |
| 2022 | El sistema Keops                 | Fernando Blanksy       |
| 2022 | Lunáticos                        | Víctor                 |
| 2023 | Las fiestas                      | Sergio                 |
| 2024 | Vieja Loca                       | Pedro                  |